# مات روث
مات روث (بالإنجليزية: Matt Roth)‏ هو لاعب كرة قدم أمريكية أمريكي، ولد في 14 أكتوبر 1982 في فيلا بارك في الولايات المتحدة.

## وصلات خارجية
- مات روث على موقع مرجع كرة القدم المحترفة.كوم (الإنجليزية)